# Vyšný Hrabovec
Vyšný Hrabovec je obec na Slovensku v okrese Stropkov. Žije zde 197 obyvatel. První zmínka o obci je z roku 1408.

## Poloha
Obec se nachází v Nízkých Beskydech v Ondavské vrchovině na potoce Hrabovčík, nedaleko východního břehu vodní nádrže Velká Domaša na toku řeky Ondavy. Střed obce leží v nadmořské výšce 180 m n. m. a je vzdálen 16 km od Stropkova.
Sousedními obcemi jsou na severu Mrázovce, na severu a severovýchodě Tokajík, na východě Ďapalovce, na jihovýchodě a jihu Nová Kelča a na jihozápadě, západě a severozápadě Turany nad Ondavou.

## Historie
Vyšný Hrabovec byl poprvé písemně zmíněn v roce 1408 jako Rabouicz, další historické názvy jsou Rabuicz, Rabouich, Rabonich, Rabonicz (1410), Hrabowez (1450) a Hrabowecz (1773). Obec byla součástí panství Stropkov, v 18. století patřila rodu Vécseyů.
V roce 1598 bylo v obci sedm usedlostí, v roce 1715, 25 opuštěných a pět obydlených domácností. V roce 1787 měla obec 16 domů a 126 obyvatel, v roce 1828 21 domů a 152 obyvatel.
Do roku 1918 patřila obec, která ležela v okrese Semplín, k Uherskému království a poté k Československu (dnes Slovensko). Za první republiky byl Vyšný Hrabovec zemědělskou obcí. V letech 1964–1990 byla součástí obce Turany nad Ondavou.

## Obyvatelstvo
Podle sčítání lidu z roku 2011 žilo ve Vyšném Hrabovci 193 obyvatel, z toho 189 Slováků a jeden Rom. Tři obyvatelé neuvedli svou etnickou příslušnost.
106 obyvatel se hlásilo k římskokatolické církvi a 79 obyvatel k řeckokatolické církvi. U osmi obyvatel nebylo určeno jejich vyznání.

## Památky
- Řeckokatolický chrám Sv. Petra a Pavla z roku 1924.[3]

## Doprava
Cesta III. třídy 3572 vede přes Vyšný Hrabovec mezi křižovatkou s Cestou I. třídy 15 a Tokajíkem.